# Mitroplatia abdominalis
Mitroplatia abdominalis är en tvåvingeart som först beskrevs av Stein 1918.  Mitroplatia abdominalis ingår i släktet Mitroplatia och familjen husflugor. Inga underarter finns listade i Catalogue of Life.